# Степной (Ордынский район)
Степной — посёлок в Ордынском районе Новосибирской области России. Входит в состав Берёзовского сельсовета.

## География
Площадь посёлка — 32 гектаров.

## Население
| 2002 | 2007 | 2010 |
| ---- | ---- | ---- |
| 167  | ↘145 | ↘71  |

## Инфраструктура
В посёлке по данным на 2007 год функционируют 1 учреждение здравоохранения и 1 учреждение образования.